# ウィリアム・アレクサンダー・モーガン
ウィリアム・アレクサンダー・モーガン(William Alexander Morgan、1928年4月19日 - 1961年3月11日)は、キューバ革命に参加したアメリカ人兵士で、その後反革命活動の容疑で処刑された人物である。

## 生涯
1928年、アメリカ合衆国オハイオ州クリーブランドに生まれる。オハイオ州のトレドに、長く住んでいた。銃や格闘技に精通していた。CIAの要員だという説もある。
1958年の始めの頃に、キューバに入国する。『7月26日運動』に参加することとなる。当時のバティスタ体制打倒の立場ではあったが、フィデル・カストロの指導を受けるつもりはなかった。キューバ人の女性戦士のオルガと結婚する。サンタ・クララの町の近くのエスカンブライ山に陣どっていた部隊を指揮した。1958年12月、エルネスト・チェ・ゲバラらが合流し、12月31日にサンタ・クララを占領する。次の日には、フルヘンシオ・バティスタがキューバから逃亡する。1959年1月1日から2日にかけて、シエンフエーゴスを占領することとなる。
1959年8月の反カストロのクーデターの策謀を、密告する。本来モーガンは、反共主義者だったとされているが、革命政権を擁護する発言に終始した。「フィデル・カストロは共産主義者でなく、革命政権はバティスタ政権の前の状態に戻っただけなのだ」という内容を繰り返した。ただ、カストロ政権が社会主義の方向に向かいだした際、民主主義を目指して戦ったというモーガンの立場が危うくなった。なお、アメリカ合衆国政府は、モーガンの市民権を剥奪する。
1960年10月に、エスカンブライ山に集まっている反革命勢力に加わり指揮したとして逮捕される。裁判では、直接証拠が出てこなかったものの、死刑判決を受けることとなり、妻のオルガも、共同で陰謀に加わったとされ判決を受ける。モーガンは1961年3月11日に処刑された。
その二ヵ月後の1961年5月に、カストロはキューバが社会主義政権であると宣言する。妻オルガが、12年の刑務所収容の末、釈放された後、アメリカ合衆国に亡命する。2002年の雑誌のインタビューにオルガは答え、ソビエト陣営に接近しているカストロ政権に失望して、夫モーガンが反カストロの武装勢力に参加していたことを認めた。オルガは、夫の名誉回復に奮闘し、2007年に夫モーガンのアメリカ市民権復活を実現した。